# Atuat Akkitirq
Atuat Akkitirq es una directora de cine groenlandesa-canadiense y diseñadora de indumentaria.

## Trayectoria
Participante en la realización colectiva de Arnait Producciones de Vídeo.
También cumplió funciones como actriz tanto en Atanarjuat y en Las Revistas de Knud Rasmussen, y fue codirectora con Marie-Hélène Cousineau, Madeline Ivalu, Susan Avingaq y Carol Kunuk de la Arnait 2001 película documental Anaana. También ha enseñado estudios de administración en la Universidad Ártica de Nunavut.

## Reconocimientos
En 2002 estuvo nominada al Premio Genie por Atanarjuat, ganándolo en 2010 por Antes de que Mañana.
En 2012, fue condecorada con la Medalla del jubileo de diamante de la reina Isabel II.